# ㅒ
ㅒ – samogłoska należąca do grupy pisma hangul, do oznaczenia samogłoski półotwartej podniebiennej dźwięcznej [ja]. Według transkrypcji McCune’a-Reischauera samogłoska brzmi "yae".
Dźwięk litery brzmi podobnie, co "ye" w angielskich słowach "yes" i "yesterday".

## Pismo

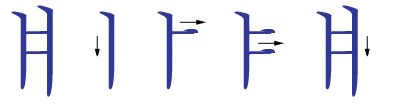
Kolejność stawiania kresek